# Fäbodtjärnen (Lycksele socken, Lappland, 717873-164471)
Fäbodtjärnen är en sjö i Lycksele kommun i Lappland och ingår i Umeälvens huvudavrinningsområde. Sjön har en area på 0,0996 kvadratkilometer och ligger 268,2 meter över havet.

## Delavrinningsområde
Fäbodtjärnen ingår i det delavrinningsområde (718352-164734) som SMHI kallar för Utloppet av Stor-Holmträsket. Medelhöjden är 276 meter över havet och ytan är 38,17 kvadratkilometer. Räknas de 4 avrinningsområdena uppströms in blir den ackumulerade arean 87,92 kvadratkilometer. Sikbäcken som avvattnar avrinningsområdet har biflödesordning 3, vilket innebär att vattnet flödar genom totalt 3 vattendrag innan det når havet efter 183 kilometer. Avrinningsområdet består mestadels av skog (73 procent) och sankmarker (13 procent). Avrinningsområdet har 4,1 kvadratkilometer vattenytor vilket ger det en sjöprocent på 10,7 procent.